# Monteverdia
Monteverdia es un género de árboles de la familia Celastraceae.

## Taxonomía
Monteverdia fue descrito por primera vez por el botánico francés Achille Richard y publicado en Histoire Physique, Politique et Naturelle de l'Ile de Cuba ... Botanique. -- Plantes Vasculaires 346 en 1845 a partir de una sola especie en Cuba: M. buxifolia.
En 1866 el botánico alemán August Heinrich Rudolf Grisebach trató al género Monteverdia como un sinónimo de Maytenus dada la similitud entre los frutos y los arilos.
En una revisión taxonómica en 2017 por Biral et al. y publicada en Systematic Botany 42 (4): 689, 123 especies anteriormente clasificadas dentro del género Maytenus pasaron al género Monteverdia.

## Especies
Algunas de las 123 especies son:
- Monteverdia buxifolia A.Rich., 1845
- Monteverdia clarendonensis (Britton) Biral, 2017
- Monteverdia crassipes (Urb.) Biral, 2017
- Monteverdia eggersii (Loes.) Biral, 2017
- Monteverdia harrisii (Krug & Urb.) Biral, 2017
- Monteverdia ilicifolia (Reissek ex Mart) Biral, 2017
- Monteverdia jefeana (Lundell) Biral, 2017
- Monteverdia laevis (Reissek) Biral, 2017
- Monteverdia macrocarpa (Ruiz & Pav.) Biral, 2017
- Monteverdia manabiensis (Loes.) Biral, 2017
- Monteverdia matudae (Lundell) Biral, 2017
- Monteverdia microcarpa (Fawc. & Rendle) Biral, 2017
- Monteverdia pittieriana (Steyerm.) Biral, 2017
- Monteverdia ponceana (Britt.) Biral, 2017
- Monteverdia robusta (Reissek) Biral, 2017
- Monteverdia spinosa ((Griseb.) Lourteig & O'Donell) Biral, 2017
- Monteverdia stipitata (Lundell) Biral, 2017